# Harald Parigger
Harald Parigger (* 9. September 1953 in Flensburg) ist ein deutscher Historiker und Schriftsteller.

## Leben
Parigger wuchs in Flensburg auf. Er studierte Geschichte, Germanistik und Sozialkunde an der Universität Würzburg, wo er 1981 mit einer Quellenedition des Bamberger Stadtrechts zum Doktor der Philosophie promovierte. Seine Referendariatszeit leistete Parigger in Bamberg und Coburg ab. Anschließend war er als wissenschaftlicher Mitarbeiter an den Universitäten Würzburg und Köln tätig. Von 1984 bis 1989 wirkte er als Lehrer an Gymnasien in Lichtenfels und Bayreuth (Graf-Münster-Gymnasium). Von 1989 bis 1994 war er an das Haus der Bayerischen Geschichte in Augsburg abgeordnet und dort an der Erarbeitung zahlreicher Ausstellungen beteiligt. Nach seiner Rückkehr in den Schuldienst 1994 wurde Parigger Seminarlehrer für das Fach Deutsch am Maria-Theresia-Gymnasium München. 2000 übernahm er die Leitung des Gymnasiums Grafing. Von 2013 bis 2019 war Parigger Leiter der Bayerischen Landeszentrale für Politische Bildungsarbeit in München.
Harald Parigger veröffentlichte neben historischen und pädagogischen Werken historische Romane, Kriminalromane, Erzählungen und Jugendbücher. Seine Romane Die Hexe von Zeil und Der schwarze Mönch wurden von der Deutschen Akademie für Kinder- und Jugendliteratur als „Buch des Monats“ ausgezeichnet. Er wurde 2011 mit der Ehrennadel in Silber der Bundesarbeitsgemeinschaft Schule-Wirtschaft und 2013 mit der Goldenen Ehrennadel des Gymnasiums Grafing ausgezeichnet.

## Werke
- Das Klosterbuch, München 1991
- Weihnacht bei Familie Maus, München 1992
- Geschichte erzählt, Frankfurt am Main 1994
- Morgen ist weit, München 1994
- Der schwarze Mönch, München 1994
- Wenn das meine Eltern wüßten!, München 1994
- Sepp, der Depp, München 1995
- Die Hexe von Zeil, München 1996
- Rote Karte für Chris, München 1997
- So ein Pech!, München 1997
- Im Schatten des schwarzen Todes, München 1998
- Der Safranmord, München 1998
- Jeden Tag soll Weihnacht sein, München 1999
- Komm, Bruder Tod, so bleich und rot, München 1999
- Tödliche Äpfel, München 1999
- Der Torwart schlägt zurück, München 1999
- Der Turbo-Club, München
  - 1. Auf Gangsterjagd, 2000
  - 2. Angriff der schwarzen Vier, 2000
  - 3. Crash auf dem Nürburgring, 2001
  - 4. Trucker-Joe sieht rot, 2001
  - 5. Den Autoschiebern auf der Spur, 2001
- Der Galgenstrick, Hamburg 2000
- Der Rubin des Königs, München 2000
- Dr. Usus rettet das Universum, Hamburg 2000
- Meine allerschönsten Schmunzelgeschichten, München 2002
- Verrat am Bischofshof, Bindlach 2003
- Der Dieb von Rom, Würzburg 2004
- Caesar und die Fäden der Macht, Würzburg 2006
- Barbara Schwarz und das Feuer der Willkür, Würzburg 2007
- Komm, Bruder Tod, so bleich und rot, Düsseldorf 2007 (= Komm, Bruder Tod, Frankfurt 2023)
- Sebastian und der Wettlauf mit dem Schwarzen Tod, Würzburg 2008
- Der Totschweiger, Würzburg 2008 (= Es tut fast gar nicht weh, Düsseldorf 2005)
- Fugger und der Duft des Goldes, Würzburg 2009
- Die Rache des Baumeisters, Würzburg 2009
- Der Kuss der Löwin, Mannheim 2010
- Das Zeitalter der Kreuzzüge, Würzburg 2010
- 1848 – Robert Blum und die Revolution der vergessenen Demokraten, Würzburg 2011 (= Tod im Morgengrauen, Frankfurt 2024)
- Cäsar – miese Tricks im alten Rom, Würzburg 2011
- Klaus Störtebeker, Würzburg 2011
- Die Französische Revolution oder Der Preis der Freiheit, Würzburg 2012
- Marco Polo, Würzburg 2012
- Napoleon, Würzburg 2013
- Land in Flammen. Ein Leben im Schatten des Dreißigjährigen Krieges, Würzburg 2019
- Kriminell gut Geschichte entdecken, 5.–7. Klasse, Augsburg 2020
- Kriminell gut Geschichte entdecken, 8.–10. Klasse, Augsburg 2021

## Herausgeberschaft
- Das Bamberger Stadtrecht. Herausgegeben und mit Erläuterungen zur Text- und Überlieferungsgeschichte versehen von Harald Parigger. (Philosophische Dissertation Würzburg 1982) Würzburg/Neustadt a.d. Aisch 1983 (= Veröffentlichungen der Gesellschaft für fränkische Geschichte. X. 12).
- Schön ist die Jugendzeit …?, Augsburg 1994
- Die Fundgrube für den Geschichts-Unterricht, Berlin 1996